# Kibera
Kibera è uno slum (baraccopoli) della città di Nairobi, in Kenya. Stando ai dati del Kenya Population and Housing Census del 2009, Kibera è composta da dodici villaggi, per una popolazione totale di circa 2 milioni e mezzo di persone. Data l'estrema povertà dell'insediamento, le condizioni igieniche sono critiche, e si registra un'elevata percentuale di malati di HIV.
Il governo ha avviato un programma di bonifica per sostituire la baraccopoli con un quartiere residenziale di appartamenti a molti piani e per trasferire i residenti in questi nuovi edifici una volta completati.
Il quartiere è diviso in diverse città tra cui Kianda, Soweto East, Gatwekera, Kisumu Ndogo, Lindi, Laini Saba, Siranga, Makina, Salama, Ayany e Mashimoni.

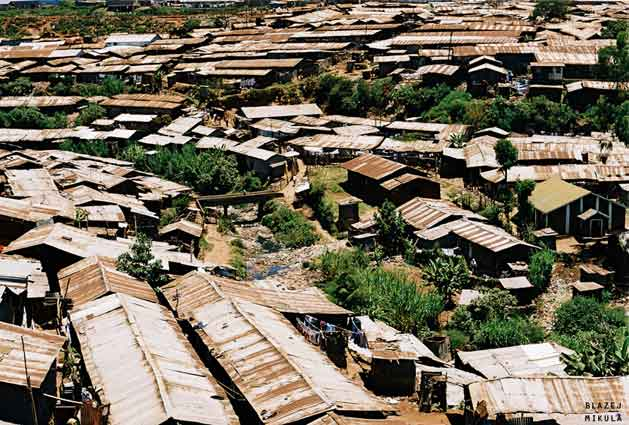
Kibera

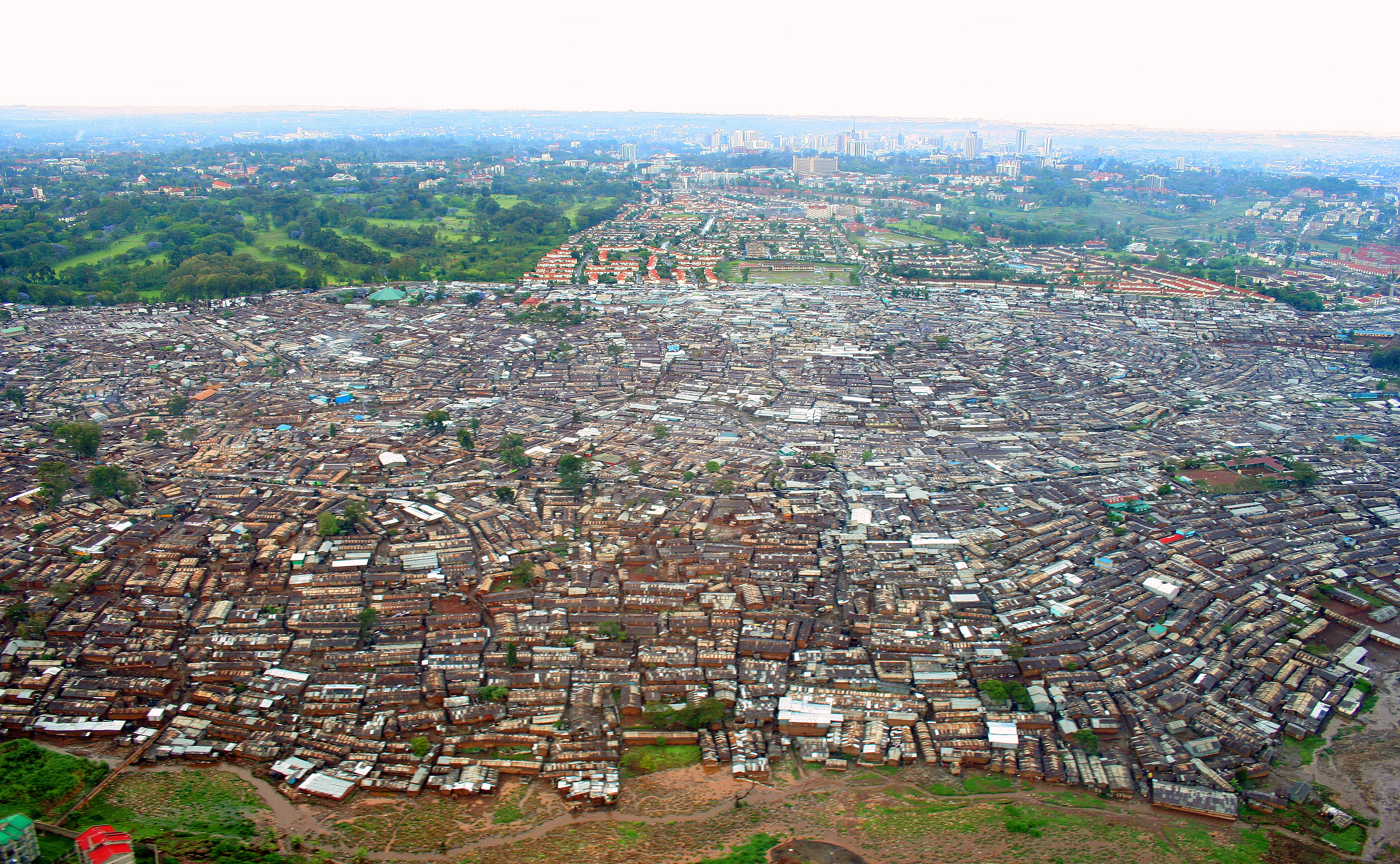
Kibera

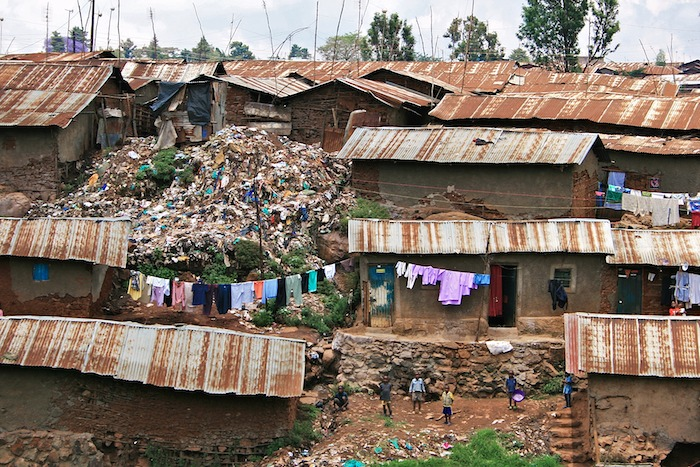
Kibera c. 2008

## Storia
Kibera iniziò a prendere forma nel 1912, quando il governo coloniale britannico fondò un insediamento per i 600 soldati Nubiani del reggimento Kings African Rifles e le loro famiglie. 
Il nome "Kibera" deriva dal nubiano e significa "foresta"; si trattava infatti di un'area di boschi. Pochi anni dopo l'intera area, per un'estensione di 4 km², fu dichiarata "riserva militare".
Nel 1928 l'esercito britannico trasferì l'amministrazione di Kibera al consiglio comunale di Nairobi. Il primo atto dell'amministrazione civile fu quello di revocare temporaneamente tutti i permessi abitativi, chiedendo agli abitanti di Kibera di dare prova della loro discendenza nubiana. A coloro che provarono tale discendenza venne concesso il titolo di Tenant of the Crown ("inquilino della Corona"), che comportava il diritto di risiedere a Kibera ma anche la possibilità di perdere tale diritto in seguito a una decisione unilaterale delle autorità. Come conseguenza di questa precarietà, a Kibera non potevano essere edificate abitazioni di mattoni e cemento. Ancora oggi il governo ha il potere di demolire qualunque struttura o proprietà di Kibera.
Nel 1948, il degenerare delle condizioni di igiene di Kibera portò alla formulazione delle prime richieste formali di smantellamento dello slum. Questo progetto non fu mai portato a compimento, e la popolazione di Kibera continuò a crescere, fino a una vera e propria esplosione demografica a partire dagli anni settanta: dai 6 000 abitanti del 1965 si passò a 62.000 nel 1980, 248.360 nel 1992 e 500.000 nel 1998. Con una crescita annuale stimata al 17% , la popolazione attuale (mai formalmente censita) viene valutata fra 700.000 e 1.000.000 di persone, con una densità di popolazione di 200.000 persone per km², il che corrisponde a 3-4 persone per ogni stanza di ogni abitazione.
Nel 2008 è stato avviato un progetto di mappatura di Kibera ad opera di un gruppo di ricerca indipendente denominato Map Kibera Project, avente lo scopo di mappare le caratteristiche fisiche dell'insediamento (topografia, strutture, infrastrutture) e le dimensioni socio-demografiche della popolazione che vi abita. Ad oggi, sono stati raccolti dati su uno dei 13 villaggi (Kianda) che compongono la baraccopoli, in base ai quali è verosimile stimare che nell'intero insediamento vivano attualmente tra le 235 000 e le 270 000 persone, per una densità di 95.000 persone per km².